# Johannis-Verlag
Der Johannis-Verlag war ein evangelisches Verlagshaus in Lahr (Schwarzwald), das nach seiner Zahlungsunfähigkeit 2010 vom SCM-Verlag aufgekauft wurde und dort im Markennamen Edition Johannis aufgegangen ist. 
1896 wurde die St.-Johannis-Druckerei C. Schweickhardt gegründet. Der Verlag der St.-Johannis-Druckerei veröffentlichte über 100 Jahre lang Werke einflussreicher Autoren des christlichen Buchmarktes wie Anny Wienbruch, Ruth Heil, David Jaffin und Peter Hahne sowie politischer Persönlichkeiten wie Erwin Teufel oder Wolfgang Schäuble und Buchserien wie die Dinglinger Taschenbücher. Neben Hänssler, Brendow und Francke war der Verlag zudem Mitglied in der christlichen Verlagskooperation Edition C. 1991 wurde der Verlag der Liebenzeller Mission (VLM) aufgekauft und als eigenes Label unter dem Namen Edition VLM weitergeführt.
Trotz erfolgreicher Einzeltitel wie Schluss mit lustig mit Verkaufszahlen von 900.000 Exemplaren gelang es dem letzten Verlagsleiter Karlheinz Kern ebenso wenig wie der Druckerei oder dem inzwischen hinzugekommenen säkularen Schwarzwald-Kalender-Verlag (SKV), die wirtschaftlich angeschlagene Situation zu stabilisieren, bis schließlich im Juni 2010 die Insolvenz bekannt gegeben wurde.
Zum 10. September 2010 erhielt der SCM-Verlag den Zuschlag zur Übernahme der Marke, Verlagsrechte und Warenbestände des Johannis-Verlags mit Ausnahme der Titel von Peter Hahne, die Karlheinz Kern bereits in seinen Verlag Media Kern aufgenommen hatte. Im SCM-Verlag lebt der Name nunmehr als Marke Edition Johannis innerhalb seines Geschenklabels SCM Collection weiter.